# Иденборн (Пенсилванија)
Иденборн (енгл. Edenborn) насељено је место без административног статуса у америчкој савезној држави Пенсилванија.

## Демографија
По попису из 2010. године број становника је 294.
| Група             | 2000.    | 2010.       |
| Белци             | 0 (0,0%) | 150 (51,0%) |
| Афроамериканци    | 0 (0,0%) | 127 (43,2%) |
| Азијати           | 0 (0,0%) | 0 (0,0%)    |
| Хиспаноамериканци | 0 (0,0%) | 3 (1,0%)    |
| Укупно            | 0        | 294         |